# Goidhoo (Baa-atol)
Goidhoo is een van de bewoonde eilanden van het Baa-atol behorende tot de Maldiven.

## Demografie
Goidhoo telt (stand maart 2007) 327 vrouwen en 345 mannen.